# Уста к устам
«Уста к устам» — рассказ Владимира Набокова, относящийся к русскому периоду его творчества. Был написан в 1931 году, вошёл в состав сборника «Весна в Фиальте» (Нью-Йорк, 1956).

## Сюжет и история текста
Главный герой рассказа — пожилой русский эмигрант Борис Иванович, который решает написать роман. Сотрудники литературного журнала, близкого к банкротству, убеждают героя, что он талантливый писатель, рассчитывая на финансовую поддержку издания. Борис Иванович действительно даёт денег, и в очередном номере журнала выходит маленький фрагмент романа. Позже, случайно услышав чужой разговор, Борис Иванович узнаёт, что к нему относятся как к графоману, но решает «всё простить, иначе продолжения не будет».
Рассказ был написан к 6 декабря 1931 года. Он должен был выйти в русской эмигрантской газете «Последние новости», но в последний момент выяснилось, что сюжет основан на реальной истории с парижским журналом «Числа», связанной с именами Георгия Иванова и Георгия Адамовича. В результате публикация не состоялась. Впервые рассказ был представлен публике 26 января 1936 года: Набоков прочёл его в Русском еврейском клубе в Брюсселе. В 1956 году автор включил рассказ в сборник «Весна в Фиальте».